# سیفلد این تیرول
سیفلد این تیرول (به آلمانی: Seefeld in Tirol) یک منطقهٔ مسکونی در اتریش است که در اینسبروک لند واقع شده‌است. سیفلد این تیرول ۱۷٫۴ کیلومتر مربع مساحت دارد ۱٬۱۸۰ متر بالاتر از سطح دریا واقع شده‌است.

## خواهرخوانده
شهر زالتسکتن خواهرخواندهٔ سیفلد این تیرول هست.